# Tapiena lonngzhouensis
Tapiena lonngzhouensis är en insektsart som beskrevs av Liu, Xiangwei 2004. Tapiena lonngzhouensis ingår i släktet Tapiena och familjen vårtbitare. Inga underarter finns listade i Catalogue of Life.